# كهف القاضي
كهف القاضي (بالإنجليزية: Judge's Cave)‏ هو كهف يقع ضمن أقاليم ما وراء البحار البريطانية في منطقة جبل طارق التابعة للتاج البريطاني.